# Acanthodelta infinita
Acanthodelta infinita är en fjärilsart som beskrevs av Achille Guenée 1852. Acanthodelta infinita ingår i släktet Acanthodelta och familjen nattflyn. Inga underarter finns listade i Catalogue of Life.